# 孙克定
孙克定（1909年10月—2007年），男，江苏无锡人，中华人民共和国政治人物、数学家，曾任中国科学院紫金山天文台副台长，中国数学会秘书长，中国天文学会常务理事。